# عوامل عصبی
عوامل عصبی، عامل اعصاب یا گاز اعصاب (به انگلیسی: Nerve Agent) به دسته‌ای از عوامل شیمیایی گفته می‌شود که با تأثیر بر دستگاه عصبی انسان موجب اختلال در عملکردهای حیاتی بدن و بروز صدمه و مرگ می‌شوند. این عوامل به علت سرعت تأثیر زیاد از خطرناکترین عوامل شیمیایی محسوب می‌شوند. از جمله مشهورترین عوامل عصبی می‌توان از سارین، تابون، سومان و وی ایکس نام برد.

## طبقه‌بندی
عوامل عصبی در چند دسته طبقه‌بندی می‌شوند:

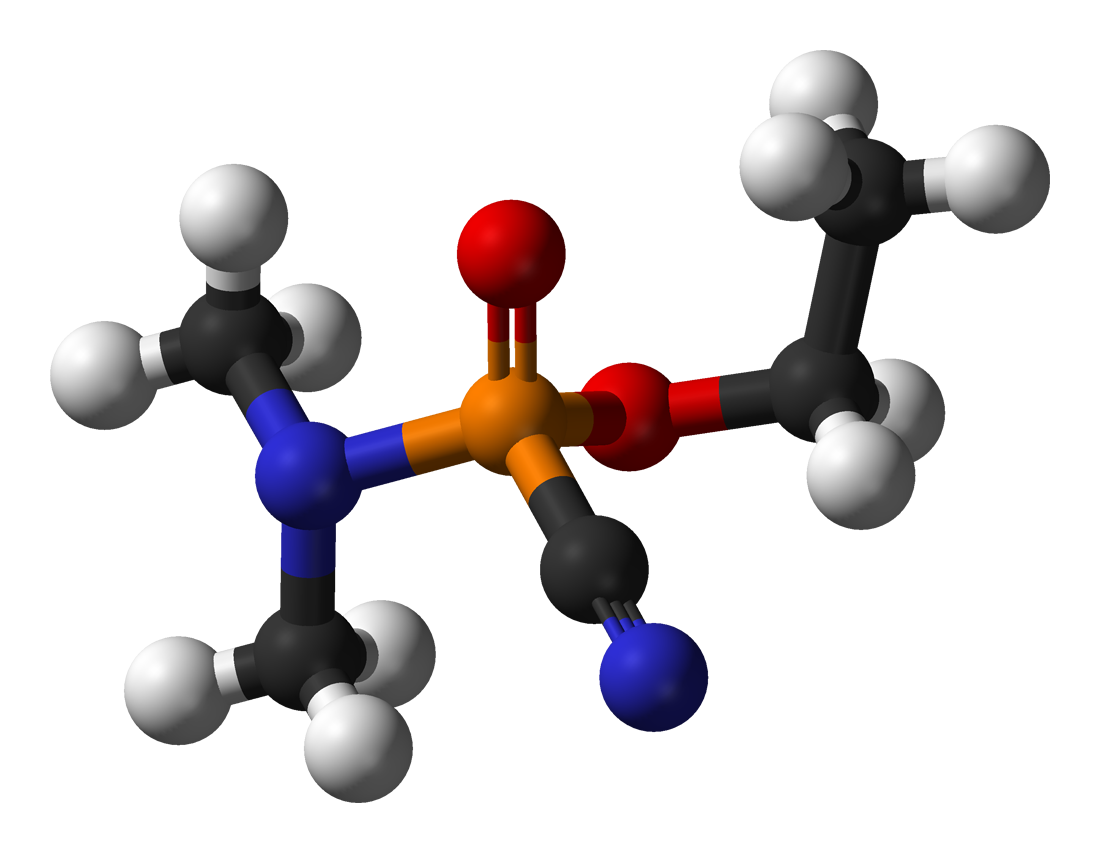
شکل شیمیایی تابون، اولین عامل عصبی تولید شده از سری G

- عوامل دسته G: این دسته از عوامل به علت آنکه در کشور آلمان (Germany) تولید شده‌اند به عوامل G معروف شده‌اند و عبارتند از: تابون (GA)، سارین (GB)، سومان (GD) و سیکلوسارین (GF).
- عوامل دسته V: این دسته شامل پنج عامل مشهور VE, VG, VM, VR، و VX و تعدادی عامل کمتر شناخته شده‌است. مشهورترین عامل این دسته ماده بسیار کشنده وی ایکس است که در مهمات شیمیایی به کار گرفته شده‌است.
- عوامل دسته نوویچوک (Novichok): دسته‌ای از عوامل عصبی هستند که بین دهه‌های ۱۹۶۰ تا ۱۹۹۰ در شوروی و روسیه تولید شده‌اند.
- کاربامات‌ها: گروه بزرگی از عوامل عصبی تولید شده در آمریکا و شوروی مانند EA-۳۹۹۰ و EA-۴۰۵۶ در این دسته قرار می‌گیرند.

## طرز کار و نشانه‌های مسمومیت
عوامل عصبی فعالیت آنزیم استیل کولین استراز را مختل می‌نمایند. این آنزیم باعث هیدرولیز استیل کولین آزاد شده در فعالیتهای عصبی می‌گردد. در نتیجه، تجمع استیل کولین باعث مختل شدن فعالیت طبیعی سیستم عصبی مرکزی و عضلانی و ایجاد سندرم کولینرژیک می‌شود.

علائم اولیه دریافت عواملی عصبی عبارتند از: سوزش در چشم، انقباض مردمک چشم، اختلال در دید، تاری دید و درد چشمها به خصوص در هنگام نگاه کردن به اشیاء نزدیک. علائم دیگر، سردرد، افزایش کار غدد مترشحه بدن، آبریزش بینی، سفت شدن عضلات تنفسی هستند. در موارد مسمویت بیشتر علائم بیان شده با شدت بیشتری ظاهر شده و علائمی چون تهوع، بی‌اختیاری ادرار، ضعف عضلانی و فلج تنفسی نیز در مصدوم مشاهده می‌شود.

## درمان

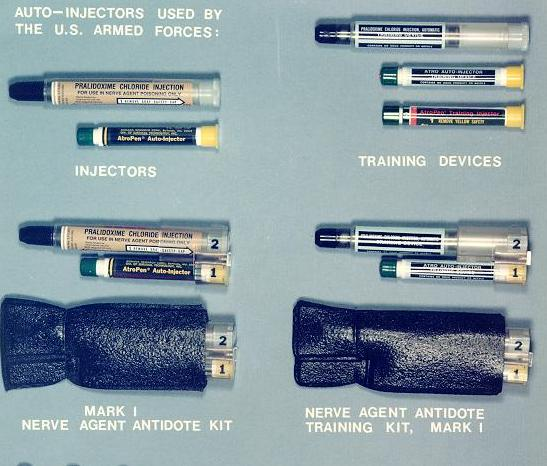
سرنگهای خودکار تزریق کننده پرالیدوکسیم (سرنگ بلند) و آتروپین (سرنگ کوتاه) مورد استفاده در ارتش آمریکا برای مقابله با عوامل عصبی و کیت آموزشی آن‌ها

یکی از مؤثرترین داروهای درمانی برای مقابله با مسمومیت عوامل اعصاب آتروپین است. این دارو باید بلافاصله و با دوز ۲ میلی‌گرم داخل وریدی یا به‌ناچار داخل عضلانی آغاز و هر ۱۰ الی ۱۵ دقیقه تکرار گردد. در شرایط جنگی، تعیین مقدار کافی آتروپین بر اساس اثرات آن تخمین زده می‌شود. به عنوان یک قانون ساده، تزریق آتروپین باید تا زمانی ادامه باید که ضربان قلب به بیش از ۹۰ بار در دقیقه برسد.
در صورت بروز حمله شیمیایی با عوامل عصبی در میدان نبرد، سربازان از نوعی سرنگ خودکاراستفاده می‌کنند که آتروپین را از روی لباس رزمی به بدن تزریق می‌نماید.
داروی مورد استفاده دیگر برای درمان مسمویت با عوامل عصبی دیازپام است. این دارو برای کاهش نگرانی، آشفتگی، ماهیچه‌لرزه و توقف تشنج به کار می‌رود. میدازولام و فنی توئین انتخاب بعدی هستند. دوز دیازپام، ۵ میلی‌گرم داخل وریدی می‌باشد که می‌تواند هر ۱۵ دقیقه یکبار تکرار گردد تا مقدار مصرف کلی آن به ۱۵ میلی‌گرم برسد. تجویز دیازپام باید به محض اینکه از بیمار رفع آلودگی شد و به محیط پاکیزه انتقال یافت، انجام شود.
پرالیدوکسیم نیز در درمان مسمومیت با حشره‌کش‌های ارگانوفسفره و عوامل عصبی کاربرد دارد، گرچه در مورد مسمویت با گاز سومان این دارو بی‌تأثیر است. در مسمومیت بزرگسالان و نوجوانان بالای چهل کیلوگرم با عوامل عصبی، ۶۰۰ میلی‌گرم از این دارو به صورت عضلانی تزریق می‌گردد. در صورت نیاز ممکن است این میزان ۱۵ دقیقه پس از دوز اول و ۱۵ دقیقه پس از دوز دوم مجدداً تکرار شود. در کودکان و نوجوانان زیر ۱۶ سال با وزن کمتر از چهل کیلوگرم میزان مصرف معمولاً ۱۵ میلی‌گرم به ازای هر کیلوگرم از وزن بدن می‌باشد.